# David Byrne
David Byrne (Dumbarton, West Dunbartonshire, 1952. május 14. –) Oscar-díjas skót-amerikai énekes, dalszerző, producer, színész, író és filmes, aki a Talking Heads nevű new wave együttes fő dalszerzője, énekese és gitárosa.
Oscar-, Grammy- és Golden Globe-díjas, illetve a Rock and Roll Hall of Fame beiktatottja is, a Talking Heads egyik tagjaként.

## Élete
A skóciai Dumbartonban született, Tom és Emma gyermekeként. Két évvel születése után szülei Kanadába költöztek. Ezután az Egyesült Államokba költöztek; a marylandi Arbutusban telepedtek le. Apja a Westinghouse Electric Corporationnél dolgozott mérnökként, míg anyja tanár volt.
Már középiskola előtt tudott gitározni, harmonikázni és hegedülni. A középiskolás kórusból azonban kitagadták, ugyanis úgy tartották, hogy "túl hamis és visszahúzódó". Fiatal korától érdekelte a zene. Szülei elmondták, hogy már három éves korában fonográfon játszott, öt éves korában már szájharmonikázott is. Felnőtt korában rájött, hogy valószínűleg Asperger-szindrómás, mivel állítása szerint a zene volt a kommunikációs módszere.
A Lansdowne High School tanulójaként érettségizett. Karrierje a Revelation nevű iskolás együttesben kezdődött, majd a Bizadi nevű duó tagja volt 1971 és 1972 között, Marc Kehoe-val együtt. Repertoárjukban főleg olyan dalok szerepeltek, mint az "April Showers", a "96 Tears" és a "Dancing on the Ceiling", de Frank Sinatra dalait is játszották. 1970 és 1971 között a Rhode Island School of Design tanulója volt, majd 1971-től 1972-ig a Maryland Institute College of Art-on tanult. 1973-ban visszatért Providence-be, és Chris Frantz-cal együtt megalapította az Artistics nevű együttest. A zenekar 1974-ben feloszlott. Byrne ez év májusában New Yorkba költözött.
1975-ben Byrne és Frantz megalapították a Talking Heads zenekart, első koncertjüket júniusban tartották. Byrne volt a legfiatalabb a zenekarban. Az együttes 1976 novemberében szerződést kötött a Sire Records-szal. Jerry Harrison 1977-ben csatlakozott a zenekarhoz. A Talking Heads nyolc nagylemezt adott ki, majd 1988-ban szünetet tartottak. Byrne szóló karriert akart folytatni, de csak 1991-ben jelentette be, hogy az együttes feloszlik. 1991-ben újból összeálltak a "Sex and Violins" című kislemez miatt, de ezután újból feloszlottak. 2002-ben beiktatták őket a Rock and Roll Hall of Fame-be, ugyanebben az évben ismét összeálltak, és eljátszottak négy dalt, köztük a "Psycho Killer"-t és a "Burning Down the House"-t.
1979 és 1981 között Brian Enóval kollaborált a My Life in the Bush of Ghosts albumon. Byrne első szóló lemeze a Rei Momo volt, amelyet 1989-ben jelentetett meg.

## Magánélete
Habár gyerekkora óta amerikai lakos volt, 2012-ig brit állampolgár volt; ebben az évben dupla állampolgár lett: megkapta a brit és az amerikai állampolgárságot is. New Yorkban él. Apja, Thomas 2013 októberében elhunyt. 2014. június 25-én anyja, Emma is elhunyt.
Állítása szerint autizmus spektrumzavarral rendelkezik, de nem diagnosztizálták az állapottal. Elmondása szerint az állapot egy szupererő, melynek segítségével a kreatív dolgaira koncentrálhat.
1981-ben Toni Basillel járt egy kis ideig, 1981 és 1992 között pedig Twyla Tharppal járt. Japánban tett 1982-es kirándulása során 
ismerkedett meg Adelle Lutz jelmeztervezővel, akit 1987-ben feleségül vett. 
Van egy lányuk, Malu Abeni Valentine Byrne, aki 1989-ben született. Malu az Elle magazinnak 2016-ban elmondta, hogy az "Abeni" név nigériai származású. Byrne és Lutz 2004-ben elváltak. Ezután Louise Neri kurátor volt a szerelme, majd 2007-től 2011-ig Cindy Shermannel is kapcsolatban állt.

## Diszkográfia
A Talking Heads-szel
- Talking Heads: 77 (1977)
- More Songs About Buildings and Food (1978)
- Fear of Music (1979)
- Remain in Light (1980)
- Speaking in Tongues (1983)
- Little Creatures (1985)
- True Stories (1986)
- Naked (1988)

Szóló albumok, kollaborációk
- My Life in the Bush of Ghosts (1981) (Brian Eno-val)
- Rei Momo (1989)
- Uh-Oh (1992)
- David Byrne (1994)
- Feelings (1997)
- Look into the Eyeball (2001)
- Grown Backwards (2004)
- Everything That Happens Will Happen Today (2008) (Brian Eno-val)
- Love This Giant (2012) (St. Vincenttel)
- American Utopia (2018)